# Mélitée sicilienne
Melitaea ornata
Espèce
Le Mélitée sicilienne ou Mélitée égéenne (Melitaea ornata) est une espèce d'insectes lépidoptères (papillons) appartenant à la famille des Nymphalidae et à la sous-famille des Nymphalinae.

## Description
Difficile à distinguer de Melitaea phoebe au stade d'imago, elle en diffère, au stade de chenille, par sa tête rouge-orangée (noire chez M. phoebe).

## Répartition
Le statut et la répartition de cette espèce cryptique sont encore imparfaitement compris ; les dernières études tendent à lui faire englober des populations d'Europe du Sud (Hongrie, Balkans, Sicile, peut-être Provence), du Moyen-Orient (de la Turquie au Caucase et à l'Iran) et du Sud de la Russie,.